# Adesmus guttatus
Adesmus guttatus là một loài bọ cánh cứng trong họ Cerambycidae.